# 5-氯-1-萘甲醛
5-氯-1-萘甲醛是一种有机化合物，化学式为C11H7ClO，它是氯萘甲醛的同分异构体之一。它可由5-氯-1-萘甲酸经过甲硼烷二甲硫醚还原为5-氯-1-萘甲醇后，再由戴斯-马丁氧化剂氧化得到。它和甲胺反应，经硼氢化钠还原后，可以得到N-甲基-5-氯-1-萘甲胺。